# Катерица
Катерица (болг. Катерица) — село в Болгарии. Находится в Плевенской области, входит в общину Пордим. Население составляет 87 человек.

## Политическая ситуация
Катерица подчиняется непосредственно общине и не имеет своего кмета.
Кмет (мэр) общины Пордим — Детелин Радославов Василев (независимый) по результатам выборов в правление общины.